# Igor Sergejewitsch Tichomirow
Igor Sergejewitsch Tichomirow (russisch И́горь Серге́евич Тихоми́ров; * 4. Mai 1963 in Moskau, Russische SFSR) ist ein ehemaliger sowjetisch-kanadischer Degenfechter.

## Erfolge
Igor Tichomirow gehörte zum sowjetischen Kader bei den Olympischen Spielen 1988 in Seoul und kam nur im Mannschaftswettbewerb zum Einsatz. Mit der sowjetischen Equipe erreichte er das Halbfinale, in dem diese sich Frankreich mit 5:9 geschlagen geben musste. Das Gefecht um Rang drei gegen Italien wurde knapp gewonnen, sodass Tichomirow gemeinsam mit Pawel Kolobkow, Wladimir Resnitschenko, Andrei Schuwalow und Mychajlo Tyschko die Bronzemedaille erhielt. Sechsmal wurde er sowjetischer Meister.
Tichomirow emigrierte Anfange der 1990er-Jahre nach Kanada und trat später international unter kanadischer Flagge an. So gewann er 2006 in Turin die Bronzemedaille in der Einzelkonkurrenz, zudem wurde er in Valencia Panamerikameister im Einzel. Im Jahr darauf wurde er kanadischer Meister. 2008 trat er in Peking zu seinen zweiten Olympischen Spielen an und beendete den Einzelwettbewerb auf Rang 15. Tichomirow leitet eine Fechtakademie in Toronto.